# Нандер
На́ндер, Нандед (англ. Nanded) — город в индийском штате Махараштра. Административный центр округа Нандер. Средняя высота над уровнем моря — 346 метров. По данным переписи 2011 года, в городе проживает 750 564 человек. Является важным местом паломничества для сикхов. Здесь расположена известная гурдвара Хазур-сахиб. В Нандере также много суфийских святынь. Город расположен на берегу реки Годавари, одной из главных рек в Индии.